# Hemilissopsis fernandezae
Hemilissopsis fernandezae är en skalbaggsart som beskrevs av Hovore och Chemsak 2006. Hemilissopsis fernandezae ingår i släktet Hemilissopsis och familjen långhorningar.
Artens utbredningsområde är:
- Costa Rica.
- Panama.

Inga underarter finns listade i Catalogue of Life.